# Football aux Jeux des îles de l'océan Indien 2015
Navigation
Édition précédente Édition suivante
Le football est l'une des quatorze disciplines sportives au programme des Jeux des îles de l'océan Indien 2015, neuvième édition des Jeux des îles de l'océan Indien, qui se déroulait à La Réunion en août 2015. Les épreuves se disputaient dans six stades situés dans six communes réunionnaises différentes. Pour la première fois, un tournoi féminin est aussi organisé.

## Stades
- Stade Lambrakis du Port.
- Stade Baby-Larivière de Saint-André.
- Stade Jean-Allane de Saint-Benoît.
- Stade Jean-Ivoula de Saint-Denis.
- Stade Michel-Volnay de Saint-Pierre.

## Tournoi masculin

### Phase de groupe
Les points sont distribués suivant la règle suivante  :
- 4 points pour un match gagné
- 2 points pour un match nul pour l'équipe gagnante après les tirs au but
- 1 point pour un match nul pour l'équipe perdante après les tirs au but
- 0 point pour un match perdu
- 0 point pour un match perdu par forfait et -3 buts "Contre"
- 4 points pour un match gagné par forfait et +3 buts "Pour"

Pour les rencontres se soldant par un match nul au terme du temps réglementaire, une séance de tirs au but est organisée afin de désigner un vainqueur.

#### Groupe A
| Rang | Équipe     | Pts | J | G | N | P | Bp | Bc | Diff |
| ---- | ---------- | --- | - | - | - | - | -- | -- | ---- |
| 1    | Mayotte    | 9   | 3 | 2 | 1 | 0 | 4  | 2  | +2   |
| 2    | Madagascar | 6   | 3 | 1 | 1 | 1 | 5  | 4  | +1   |
| 3    | Seychelles | 4   | 3 | 1 | 0 | 2 | 4  | 4  | 0    |
| 4    | Maldives   | 4   | 3 | 1 | 0 | 2 | 2  | 7  | -5   |

| 31 juillet 2015 | Seychelles | 3-0 (forfait Madagascar) | Madagascar | Stade Jean-Ivoula, Saint-Denis, La Réunion |
|                 |            |                          |            | Arbitrage : Steve Dubec (La Réunion)       |

| 31 juillet 2015 | Maldives | 1 - 3 | Mayotte                                   | Stade Jean-Allane, Saint-Benoît, La Réunion |                               |
|                 | Naiz 12e |       | Ben Yahaya 52e Rasolofo 82e Noussoura 89e | Arbitrage : Imtehaz Heeralall               | Arbitrage : Imtehaz Heeralall |

| 2 août 2015 | Maldives                  | 2 - 1 | Seychelles | Stade Baby-Larivière, Saint-André, La Réunion |                                 |
|             | Umair 28e(pen) , Imaz 43e |       | Esther 6e  | Arbitrage : Dharamveer Hurbungs               | Arbitrage : Dharamveer Hurbungs |

| 2 août 2015 | Mayotte           | 1 - 1 | Madagascar  | Stade Michel-Volnay, Saint-Pierre, La Réunion |                                      |
|             | Faya 28e          |       | Jeannot 77e | Arbitrage : Steve Dubec (La Réunion)          | Arbitrage : Steve Dubec (La Réunion) |
|             | Tirs au but 1 - 3 |       |             | Arbitrage : Steve Dubec (La Réunion)          | Arbitrage : Steve Dubec (La Réunion) |

| 4 août 2015 | Maldives | 0 - 4 | Madagascar | Stade Baby-Larivière, Saint-André, La Réunion |
|             |          |       |            | Arbitrage : Imtehaz Heeralall                 |

| 4 août 2015 | Seychelles | 0 - 1 | Mayotte           | Stade Michel-Volnay, Saint-Pierre, La Réunion |                                         |
|             |            |       | Rasolofo 66e(pen) | Arbitrage : Didier Ringuin (La Réunion)       | Arbitrage : Didier Ringuin (La Réunion) |

### Groupe B
| Rang | Équipe     | Pts | J | G | N | P | Bp | Bc | Diff |
| ---- | ---------- | --- | - | - | - | - | -- | -- | ---- |
| 1    | La Réunion | 8   | 2 | 2 | 0 | 0 | 4  | 0  | +4   |
| 2    | Maurice    | 4   | 2 | 1 | 0 | 1 | 3  | 1  | +2   |
| 3    | Comores    | 0   | 0 | 0 | 0 | 0 | 0  | 0  | 0    |

| 31 juillet 2015 | La Réunion   | 1 - 0 | Maurice | Stade Michel-Volnay, Saint-Pierre, La Réunion       |                                                     |
|                 | Fontaine 19e |       |         | Spectateurs : 6 000 Arbitrage : Omar Saïd (Mayotte) | Spectateurs : 6 000 Arbitrage : Omar Saïd (Mayotte) |

| 2 août 2015 | Comores | 0 - 3 (Forfait des Comores) | Maurice | Stade Lambrakis, Le Port, La Réunion |
|             |         |                             |         | Arbitrage : Zaeem Ali                |

| 4 août 2015 | La Réunion | 3 - 0 (Forfait des Comores) | Comores | Stade Jean-Ivoula, Saint-Denis, La Réunion |  |
|             |            |                             |         |                                            |  |

### Tour final

#### Demi-finales
| 6 août 2015 | La Réunion     | 1 - 0 ap | Madagascar | Stade Michel-Volnay, Saint-Pierre, La Réunion |                       |
|             | Loricourt 112e |          |            | Arbitrage : Zaeem Ali                         | Arbitrage : Zaeem Ali |

| 6 août 2015 | Mayotte                    | 2 - 1 | Maurice    | Stade Jean-Ivoula, Saint-Denis, La Réunion |                                      |
|             | Ben Yahaya 60e · Kamal 67e |       | Sophie 55e | Arbitrage : Steve Dubec (La Réunion)       | Arbitrage : Steve Dubec (La Réunion) |

#### Match pour la3eplace
| 7 août 2015 | Maurice | 3 - 1 | Madagascar | Stade Lambrakis, Le Port, La Réunion |
|             |         |       |            | Arbitrage : Nelson Emile             |

#### Finale
| 8 août 2015 | La Réunion                                      | 3 - 1 | Mayotte                       | Stade Jean-Ivoula, Saint-Denis, La Réunion    |                                               |
| | Jean-Michel Fontaine 7e 7e · Quentin Boesso 67e | (2 – 0) | 90+1e Chamsoudine Attoumani \ | Spectateurs : 5 500 Arbitrage : Adboul Kanoso | Spectateurs : 5 500 Arbitrage : Adboul Kanoso |
| |                                                 | |                               | Spectateurs : 5 500 Arbitrage : Adboul Kanoso | Spectateurs : 5 500 Arbitrage : Adboul Kanoso |
| Mathieu Pelops — William Mounoussamy, Johan Boulard (c), Yohan Guichard, Bertrand Bador — Ali Djamali ( 35e), Alexandre Loricourt ( 67e), Adrien Baur, Quentin Boesso(Adrien Lecomte 81e ) — Sébastien K'Bidi — Jean-Michel Fontaine(Farid Hazem 65e ) · Entraîneur : Jean-Pierre Bade. \ | Équipes                                         | Mickaël Salim - Kaissoil Ahmed, Ibrahim Youssouf, Abdou Saïd Rafion, Djardji Nadhoime (c)- Moinidhir Ben Yahaya(Naël Hardali 70e ), Attoumaini, Anli Ousséni(Adifane Noussoura 75e ), Djadid Ben Kamal – Abdou Antoissi, Antoine Rasolofo(Chamsoudine Attoumani 28e ) · Entraîneur : Abdi Massoundi. |                               | Spectateurs : 5 500 Arbitrage : Adboul Kanoso | Spectateurs : 5 500 Arbitrage : Adboul Kanoso |

## Tournoi féminin
Les matchs ont lieu du 31 juillet au 8 août 2015.

### Phase de groupe

#### Groupe A
| Rang | Équipe     | Pts | J | G | N | P | Bp | Bc | Diff |
| ---- | ---------- | --- | - | - | - | - | -- | -- | ---- |
| 1    | Mayotte    | 6   | 2 | 2 | 0 | 0 | 3  | 2  | +1   |
| 2    | Seychelles | 4   | 2 | 1 | 1 | 0 | 5  | 3  | +2   |
| 3    | Maldives   | 1   | 2 | 0 | 1 | 1 | 2  | 5  | -3   |

| 31 juillet 2015 | Maldives           | 1 - 1 | Mayotte | Stade Jean-Ivoula, Saint-Denis, La Réunion |  |
|                 | Aiminath Areesha ? |       | 20e ?   |                                            |  |
|                 | Tirs au but 3 - 4  |       |         |                                            |  |

| 2 août 2015 | Maldives             | 1 - 4 | Seychelles                                 | Stade Michel-Volnay, Saint-Pierre, La Réunion |  |
|             | Aiminath Areesha 27e |       | 15e 46e 70e Natacha Bibi · 87e Vesna César |                                               |  |

| 4 août 2015 | Mayotte | 2 - 1 | Seychelles | Stade Baby-Larivière, Saint-André, La Réunion |  |
|             |         |       |            |                                               |  |

#### Groupe B
Les Comores déclarent forfaits, plusieurs joueuses n'ayant pas obtenu leur visa.
| Rang | Équipe     | Pts | J | G | N | P | Bp | Bc | Diff |
| ---- | ---------- | --- | - | - | - | - | -- | -- | ---- |
| 1    | Madagascar | 6   | 2 | 1 | 1 | 0 | 7  | 2  | +5   |
| 2    | La Réunion | 5   | 2 | 1 | 1 | 0 | 5  | 3  | +2   |
| 3    | Maurice    | 0   | 2 | 0 | 0 | 2 | 1  | 8  | -7   |

| 31 juillet 2015 | Madagascar                                                | 5 - 0 | Maurice | Stade Jean-Ivoula, Saint-Denis, La Réunion |
|                 | Sophie Farafanirina 4e 25e 60e · Regina Ramiseheno 7e 37e |       |         |                                            |

| 2 août 2015 | La Réunion                                      | 2 - 2 | Madagascar                  | Stade Lambrakis, Le Port, La Réunion |  |
|             | Karine Gorée 48e (pen.) · Anaëlle Grondin 90+3e |       | 31e 83e Sophie Farafanirina |                                      |  |
|             | Tirs au but 7 - 8                               |       |                             |                                      |  |

| 4 août 2015 | La Réunion                                                 | 3 - 1 | Maurice           | Stade Jean-Ivoula, Saint-Denis, La Réunion |  |
|             | Anaëlle Grondin 10e · Maureen Palma 47e · Marine Morel 54e |       | 40e Martine Kelly |                                            |  |

### Tour final

#### Demi-finales
| 6 août 2015 | Mayotte             | 1 - 3 | La Réunion                                                        | Stade Baby-Larivière, Saint-André, La Réunion |  |
|             | Rahaday Hamouza 83e |       | 15e Delphine Imoberdorf · 27e Maggy Lambert · 34e Anaëlle Grondin |                                               |  |

| 6 août 2015 | Madagascar | 8 - 2 | Seychelles                         | Stade Jean-Allane, Saint-Benoît, La Réunion |  |
|             | Sophie Farafanirina 12e (pen.) 32e 37e · Nadia Ravaosoloarimalala 15e 57e · Noriaty Nirina Tshohy 20e 28e · Regina Ramiseheno 78e |       | 1re (pen.) 60e (pen.) Natacha Bibi |                                             |  |

#### Match pour la3eplace
| 7 août 2015 | Mayotte                                 | 2 - 1 | Seychelles | Stade Lambrakis, Le Port, La Réunion |  |
|             | Rahaday Hamouza ? · Antifati Abdillah ? |       | ?          |                                      |  |

#### Finale
| 8 août 2015 | La Réunion                                                    | 3 - 1   | Madagascar                 | Stade Jean-Ivoula, Saint-Denis, La Réunion  |                                             |
|             | Maggy Lambert 32e · Maureen Palma 45+1e · Anaëlle Grondin 55e | (2 - 1) | 14e Christina Razanampiavy | Spectateurs : 3 000 Arbitrage : M. Abdallah | Spectateurs : 3 000 Arbitrage : M. Abdallah |
|             | Rapport                                                       |         |                            | Spectateurs : 3 000 Arbitrage : M. Abdallah | Spectateurs : 3 000 Arbitrage : M. Abdallah |